# Elias Alves da Silva
Elias Alves da Silva (Montalvânia, Brasil, 4 de septiembre de 1981), futbolista brasilero. Juega de volante (fútbol) y su actual equipo es el FC Vereya de Bulgaria.

## Clubes
| Club                   | País     | Año       |
| ---------------------- | -------- | --------- |
| Gremio Inhumense       | Brasil   | 2001      |
| FC Porto               | Portugal | 2001-2003 |
| Corinthians Alagoano   | Brasil   | 2004      |
| GD Estoril             | Portugal | 2004-2005 |
| Gil Vicente FC         | Portugal | 2005-2006 |
| FC Paços de Ferreira   | Portugal | 2006-2007 |
| Vitória Setúbal        | Portugal | 2007-2009 |
| União Leiria           | Portugal | 2009-2010 |
| Portimonense SC        | Portugal | 2010-2011 |
| Ermis Aradippou        | Chipre   | 2011      |
| PFC Beroe Stara Zagora | Bulgaria | 2012-2016 |
| FC Vereya              | Bulgaria | 2016-     |